# ليندي إنغلاند
ليندي إنغلاند (بالإنجليزية: Lynndie Rana England) (من موليد 8 نوفمبر 1982 في ولاية كنتاكي الأمريكية) هي جندية احتياط أمريكية خدمت في وحدة الشرطة العسكرية 372 للجيش الأمريكي. تمت إقالتها وإدانتها من قبل محاكم الجيش العسكرية رفقة إحدى عشرة فرداً من أفراده عام 2005 فيما يتصل بتهم التعذيب وإساءة معاملة الأسرى في سجن أبو غريب في بغداد خلال غزو العراق.
حكم عليها بتاريخ 30 أبريل 2005 بالسجن 11 سنة بعد تورطها في أعمال إجرامية بسجن أبو غريب في بغداد خلال غزو العراق. لكن بسبب حملها وطعن محاميها في صحة اعترافاتها الأولية في 27 سبتمبر 2005 تم إطلاق سراحها بعد قضائها ثلاث سنوات فقط في السجن (571 يوم) بتهمة إساءة معاملة السجناء العراقيين. فيما حكم على شريكها وصديقها السابق العريف تشارلز غارنر، بالسجن لمدة 10 سنوات في يناير 2005. كانت أفعالها ومحاكمتها بٱستمرار محط انتباه مشدد في الولايات المتحدة.

## السيرة الذاتية
ولدت ليندي إنغلاند  في آشلاند، كنتاكي،  وبعمر العامين ٱنتقلت رفقة عائلتها إلى فورت أشبي، فيرجينيا الغربية. حيث ترعرت رفقة والدتها تيري بولينغ إنغلاند  ووالدها كينيث غانا إنغلاند الابن عامل سكك حديدية، في محطة قرب كمبرلاند (ماريلاند).
في طفولتها تم تشخيصها مصابة بمرض الخرس الإنتقائي.
في عام 1999 وبينما كانت لاتزال تلميذة يافعة بثانوية فرانكفورت (غرب فرجينيا)، إنضمت إنغلاند إلى وحدة الجيش الأمريكي الإحتياطية في كمبرلاند. عملت بعدها كأمينة صندوق بسوق ممتاز IGA خلال سنتها الأولى في المدرسة الثانوية، بعد تخرجها من الثانوية بمرتبة الشرف عام 2001، عملت موظفة ليلية في مصنع لتجهيز الدجاج في مورفيلد. بعدها تزوجت زميلها، جيمس إل فايك ، عام 2002، لكنها سرعان ما طلقت منه في وقت لاحق. كانت إنغلاند تتمنى كسب الكثير من المال للكلية، كي تصبح مطاردة عواصف. كما كانت أيضا عضوا في مستقبل مزارعي أمريكا.
في يونيو حزيران 2003 أُرسِلت إنغلاند إلى العراق هناك ارتبطت بعلاقة حميمية بزميلها في الوحدة العسكرية رقم 372 للجيش الأمريكي تشارلز جارنر نتج عنها ابن سمي كارتر ألان إنغلاند، ولد يوم 11 أكتوبر 2004 على الساعة 21:25، في المركز الطبي للجيش ووماك في فورت براج،
يوم 9 يوليوز 2007، تم تعيين إنغلاند كمتطوعة بمجلس الترفيه في كيزير، بسبب سمعتها السيئة التي أدت لصعوبة عثورها على وظيفة أصبحت إنغلاند واعتباراً من عام 2009 مصابة بٱضطراب ما بعد الصدمة والقلق ماجعلها تخضع لأدوية مضادة للإكتئاب، في يوليوز 2009، أصدرت إنغلاند كتاب عن سيرتها الذاتية «تعذيب: ليندي إنغلاند، أبو غريب والصور التي هزت العالم»، في محاولة منها لإعادة تأهيل صورتها وسمعتها السيئة. منذ 2013 بدأت تعمل كسكرتيره موسمية.

## جرائم ليندي إنغلاند بالصور

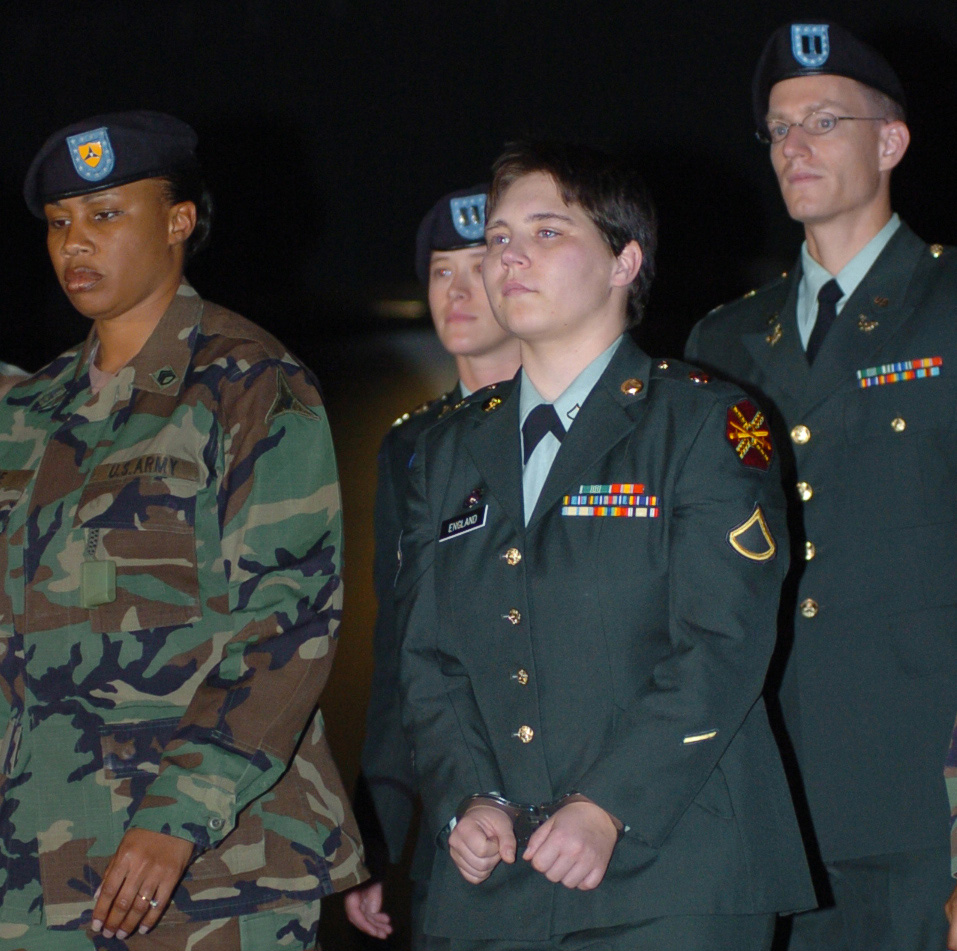
الشرطة العسكرية أثناء إعتقال ليندي إنغلاند
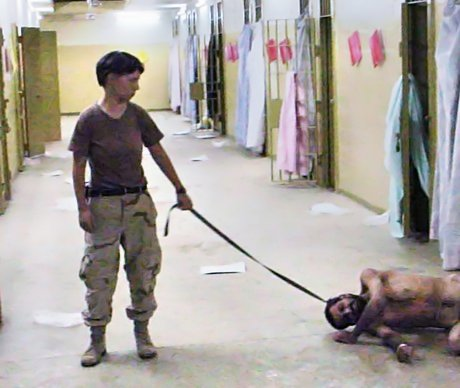
ليندي تهين سجين عراقي وتعذبه
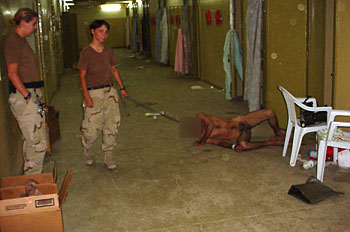
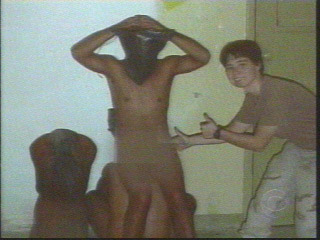
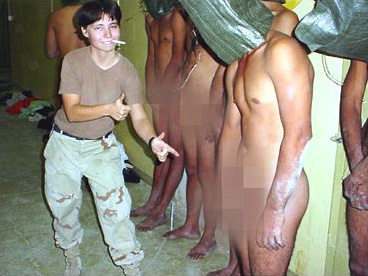
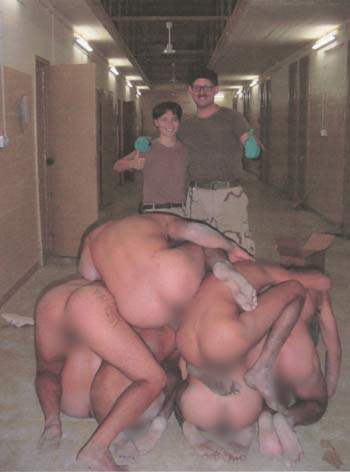

## وصلات خارجية
- ليندي إنغلاند على موقع IMDb (الإنجليزية)
- ليندي إنغلاند على موقع إن إن دي بي (الإنجليزية)
- ليندي إنغلاند على موقع قاعدة بيانات الفيلم (الإنجليزية)
- المجندة «ليندي إنغلاند» ترفض الاعتذار عن تعذيبها للسجناء في أبو غريب
- المجندة السابقة إنغلاند لا تتعاطف مع مساجين أبو غريب وتعيش في بؤس
- فضيحة «أبو غريب» تطارد ليندي إنغلاند
- القضاء الاميركي يفتح ملف فضيحة التعذيب في سجن أبوغريب
- إصابة معذبة معتقلي أبو غريب بحروق في سجنها الأميركي
- ليندي إنغلاندتسخر من أسرى عراقيين